# Esagila
Esagila, sumerské slovo znamenající „É (chrám), jehož vrch je povznesen, vyvýšen“, (doslovný překlad: dům se zvednutou hlavou) byl název chrámu, zasvěceného Mardukovi, bohu-ochránci Babylonu. Nachází se jižně od známého zikkuratu Etemenanki, památce, které je některými badateli připisován biblický název Babylonská věž.
V tomto chrámu byl uložen kultovní obraz (napodobenina, obraz nebo socha) boha Marduka, spolu s dalšími kultovními zobrazeninami bohů měst, které spadaly pod hegemonii Babylonské říše od 18. století př. n. l.; dále zde bylo jezírko nazývané babylonskými kněžími Abzu. Abzu představovalo Enkiho, Mardukova otce, který byl bohem vodstva a žil právě v takovýchto Abzu.
Esagila komplex, který byl dostavěn do konečné podoby v době vlády Nebukadnesara II (604–562 př. n. l.) zahrnul i místní původní výstavbu a stal se centrem Babylonu. Areál se skládal z velké dvorany (asi 40 × 60 metrů), menší dvorany (25 × 40 metrů) a konečně z hlavní svatyně; ta zahrnovala předsíň a vnitřní oltář se sochami Marduka a jeho družky Sarpanity.
Podle Hérodota, Xerxés I. dal sochu Marduka z Esagily odstranit během svého vpádu do Babylonu r. 482 př. n. l., znesvětil chrám a poničil město. Alexandr Veliký přikázal renovaci chrámu, který byl poté užíván po celé 2. století př. n. l.; byl jedním z opěrných bodů babylonské kultury, centrem literatury a klínového písma. V době Parthské říše byl postupně opouštěn, a jeho vliv výrazně upadal v průběhu 1. stol. př. n. l.
Přes enormní vrstvou hlušiny, která ležela nad troskami, Esagila byla znovu objevena Robertem Kodeweyem v listopadu 1900, ale se seriozními pracemi na nalezišti se začalo až v roce 1910. Stoupající hladina podzemní vody zlikvidovala většinu sluncem sušených cihel a další nejstarší materiály. Většina z nálezů v Babylonu tak pochází z novobabylonského období. Údaje z tzv. Esagilské tabulky, vytvořené dle starších textů v 229 př. n. l., pomohla při rozsáhlé rekonstrukci. Tabulka, popsaná Georgem Smithem v r. 1872, zmizela v soukromých sbírkách, pak se opět objevila a byla přeložena. Při vykopávkách zde byl nalezen i Kýrův válec.